# Gare de Calais-Fréthun
Gare de Calais-Fréthun – stacja kolejowa w Fréthun, w departamencie Pas-de-Calais, w regionie Hauts-de-France, we Francji. Dworzec położony jest na LGV Nord, 7 km od Calais, blisko terminalu Eurotunelu w Coquelles. Jest ona obsługiwana przez pociągi Eurostar do Londynu i Paryża, TGV, TER, ale także TERGV do Lille Europe i Boulogne-Ville.